# Рикараву

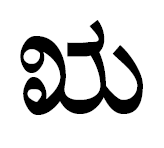
Рикараву

Рикараву (канн. ಋಕಾರವು) — ри, буква алфавита каннада, по традиции относится к гласным буквам (сварам), но обозначает слог из звонкого одноударного ретрофлексного согласного /ṛ / и гласного /i/, используется в начале слова в санскритских словах (Ригведа, риши). Внутри слова используется подстрочный сварачихнам отрусули ೃ.

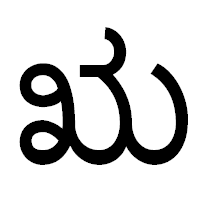
Рикараву
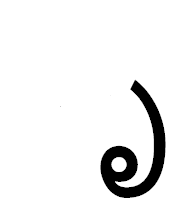
Отрусули